# 912
سنة 912 م هي سنة كبيسة بدات يوم الأربعاء حسب التقويم اليولياني

## أحداث
- أهل كتامة يقومون بثورة ضد الدولة الفاطمية

## مواليد
- أوتو الأول العظيم

## وفيات
- ابن خرداذبة
- قسطا بن لوقا البعلبكي
- أوليغ النبوي